# Tournoi d'ouverture du championnat d'Argentine de football 1996
Navigation
Tournoi précédent Tournoi suivant
Le tournoi d'ouverture de la saison 1996 du Championnat d'Argentine de football est le premier tournoi semestriel de la 67e édition du championnat de première division en Argentine. Les vingt équipes sont regroupées au sein d'une poule unique où elles affrontent une fois chacun de leurs adversaires. Il n'y a ni promotion, ni relégation à l'issue de ce tournoi.
C'est le club de River Plate qui remporte le tournoi après avoir terminé en tête du classement final, avec neuf points d'avance sur un duo composé du Independiente et du Lanús. C'est le vingt-septième titre de champion d'Argentine de l'histoire du club.

## Qualifications continentales
Le vainqueur du tournoi Ouverture est qualifié pour la Copa Libertadores 1998.

## Les clubs participants
| \| Buenos Aires La Plata Rosario Jujuy Santa Fe Corrientes \| Villes représentées lors de la saison 1996-1997 |
| Buenos Aires La Plata Rosario Jujuy Santa Fe Corrientes                                                       |

- Banfield
- Gimnasia y Esgrima (La Plata)
- Gimnasia y Esgrima (Jujuy)
- Rosario Central
- Boca Juniors
- Ferro Carril Oeste
- Colón (Santa Fe)
- Deportivo Español
- Independiente
- Lanús
- Newell's Old Boys (Rosario)
- Platense
- Racing Club
- San Lorenzo de Almagro
- Estudiantes (La Plata)
- Huracán
- River Plate
- Vélez Sársfield
- Huracán (Corrientes) - Promu de Primera B Nacional
- Unión (Santa Fe) - Promu de Primera B Nacional

## Compétition
Le barème utilisé pour établir le classement est le suivant :
- Victoire : 3 points
- Match nul : 1 point
- Défaite : 0 point

### Classement
| Rang | Équipe                        | Pts | J  | G  | N  | P  | Bp | Bc | Diff |
| ---- | ----------------------------- | --- | -- | -- | -- | -- | -- | -- | ---- |
| 1    | River Plate                   | 46  | 19 | 15 | 1  | 3  | 52 | 22 | +30  |
| 2    | Independiente                 | 37  | 19 | 11 | 4  | 4  | 34 | 22 | +12  |
| 3    | Lanús                         | 37  | 19 | 10 | 7  | 2  | 23 | 12 | +11  |
| 4    | Racing Club                   | 32  | 19 | 9  | 5  | 5  | 31 | 24 | +7   |
| 5    | Rosario Central               | 31  | 19 | 8  | 7  | 4  | 35 | 28 | +7   |
| 6    | Gimnasia y Esgrima (La Plata) | 27  | 19 | 7  | 6  | 6  | 21 | 20 | +1   |
| 7    | San Lorenzo de Almagro        | 27  | 19 | 8  | 3  | 8  | 24 | 24 | 0    |
| 8    | Colón (Santa Fe)              | 26  | 19 | 6  | 8  | 5  | 26 | 24 | +2   |
| 9    | Newell's Old Boys (Rosario)   | 26  | 19 | 7  | 5  | 7  | 24 | 26 | -2   |
| 10   | Boca Juniors                  | 25  | 19 | 7  | 4  | 8  | 36 | 33 | +3   |
| 11   | Estudiantes (La Plata)        | 25  | 19 | 7  | 4  | 8  | 27 | 28 | -1   |
| 12   | Gimnasia y Esgrima (Jujuy)    | 25  | 19 | 6  | 7  | 6  | 18 | 19 | -1   |
| 13   | Vélez SársfieldT              | 23  | 19 | 6  | 5  | 8  | 29 | 33 | -4   |
| 14   | Ferro Carril Oeste            | 22  | 19 | 5  | 7  | 7  | 32 | 34 | -2   |
| 15   | Platense                      | 21  | 19 | 5  | 6  | 8  | 25 | 30 | -5   |
| 16   | Unión (Santa Fe)P             | 20  | 19 | 5  | 5  | 9  | 24 | 27 | -3   |
| 17   | Huracán (Corrientes)P         | 19  | 19 | 4  | 7  | 8  | 31 | 40 | -9   |
| 18   | Deportivo Español             | 16  | 19 | 2  | 10 | 7  | 18 | 25 | -7   |
| 19   | Huracán                       | 16  | 19 | 3  | 7  | 9  | 21 | 36 | -15  |
| 20   | Banfield                      | 13  | 19 | 3  | 4  | 12 | 14 | 38 | -24  |

|  | Qualification directe pour la Copa Libertadores 1998 |
|  | T : Tenant du titre P : Club promu de Primera B      |

## Bilan de la saison
| Championnat d'Argentine de football 1996 |                         |
| Champion                                 | River Plate (27e titre) |
| Coupes et trophées                       |                         |
| Vainqueur de la Coupe d'Argentine 1996   | Non disputée            |
| Qualifications continentales             |                         |
| Copa Libertadores 1998                   | River Plate             |
| Promotions et relégations                |                         |
| Promus en Primeria Division              | Aucun                   |
| Relégués en Segunda Division             | Aucun                   |